# Vita des Despoten Stefan Lazarević

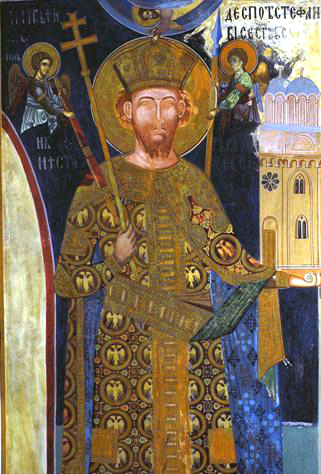
Stefan Lazarević Stifterporträt mit Darstellung des Klosters Manasija 1407–1418

Die Vita des Despoten Stefan Lazarević (Житија деспота Стефана Лазаревића) ist eine von Konstantin Kostenezki als Hagiographie abgefasste Altserbische Herrscherbiographie und Historiographie über den serbischen Despoten Stefan Lazarević, die vier Jahre nach dessen Tod 1431 in der Schreibschule des Klosters Manasija (Resava) entstanden ist. Sie stellt das bedeutendste historiographische slawische Werk Südosteuropa des ausgehenden Mittelalters dar und ist eines der wichtigsten Quellwerke zur frühen Geschichte des Osmanischen Reiches sowie allgemein zur Byzantinischen- und Serbischen Geschichte zwischen 1370 und 1430.

## Die Vita als historische Quelle
Das Werk umfasst 300 Druckseiten und behandelt die Zeit des Fürsten Lazar Hrebeljanović, die Schlacht auf dem Amselfeld sowie insbesondere die Regierung Stefan Lazarevićs und die Verhältnisse und Ereignisse im Osmanischen und Byzantinischen Reich. Es lehnt sich an die Byzantinischen Historiographen wie Nikephoros Gregoras an, und läutet in der serbischen Literatur erstmals eine säkulare Richtung in dem bis dahin von der Kirche beeinflussten Genre der Hagiographien (Heiligengeschichten) zu den serbischen Herrschern ein. Damit überwiegen In der Vita des Despoten Stefan Lazarević bereits die objektiven historischen Quellen, die die ideellen Ideen in den früheren serbischen dynastischen Historiographien nicht kennen.
Die Vita entstand im Auftrag des Patriarchen Nikon (1419–1435) und der Synode und ist auch das bei weitem bedeutendste Werk seines Genres in der mittelalterlichen slawischen Literatur Südosteuropas, die in fast moderner Form die Biographie des Despoten schildert, und gleichzeitig zu den wichtigsten historischen Quellwerken des slawischen Südens zählt. Damit erfolgte auch eine gewisse Wende von der monastischen zur höfischen Geschichtsschreibung, in der auch eine Bezugnahme von Autoren der klassischen Antike eine Neuerung bildete.

## Überlieferung
Die Vita wurde sicher vor dem Jahr 1431 verfasst, da sich danach jegliche Spur Konstantins verliert. Der Originaltext ist nicht erhalten geblieben, vier Abschriften, zwei serbische und zwei russische datieren vom 15.–17. Jahrhundert.
- Odesser- oder Cetinje Abschrift – serbischer Redaktion zwischen 1508/10 und 1523/27
- Cavtater- oder Bogičever Abschrift – serbischer Redaktion der ersten Hälfte des 17. Jahrhunderts – Museum Bogičevićs in Cavtat
- Kyrilobelozersker Abschrift – russischer Redaktion des 16. Jahrhunderts – in der Russischen Nationalbibliothek in St. Petersburg
- Volokolamer Abschrift – russischer Redaktion von Ende des 15. Jahrhunderts.

Zudem gibt es noch drei kurze Abschriften russischer Redaktion: Troicker-, Kazaner- und Pogodiner Abschrift.

## Form und Entwicklung
Die stilistische Form der Vita des Despoten Stafan Lazarević entwickelte sich aus den serbischen dynastischen Herrscherbiographien, die mit der Lebensbeschreibung Stefan Nemanjas als Genre durch den Heiligen Sava in der serbischen Literatur initiiert wurden. Mit der Weiterentwicklung durch Danilo II. (1270–1337) und seine Schüler – „Životi kraljeva i arhiepiskopa srpskih“ –, in der sechs Lebensbeschreibungen den Kern eines Sammelbandes bilden, wurden Hagiographie, Historiographie und panegyrische Rhetorik als Elemente des stilistischen und kompositorischen Schaffens zusammengefügt, in der sich jedoch eine Tendenz, die strenge hagiographische Tradition zu verlassen und Elemente säkularer Biographien einzufügen, etablierte. Mit den zwei Erben der Tradition – Grigorij Camblak und Konstantin Kostenezki – übernahmen zwei Ausländer die zwei vorgefundenen literarischen Richtungen, indem der Hesychast Camblak den konservativen hagiographischen Stil und die Komposition und Konstantin Kostenezki die säkulare Richtung weiterführte. Während Camblak jedoch ohne Nachfolgerschaft in Serbien blieb, so stellte Konstantin Kostenezkis Werk den Höhe- und temporären Endpunkt der Entwicklung der serbischen Biographien. Camblaks Werk bleibt dabei ohne großen quellenhistorischen Wert, ist jedoch durch seine intime Lyrik und religiöse Gefühlstiefe ein Werk hoher literarischer Qualität. Dagegen ist die Vita des Despoten Stefan Lazarevic eine historische Quelle erster Ordnung, und da die byzantinische Geschichtsschreibung zwischen 1360 und 1420 ziemlich obskur ist, von größter Relevanz.

## Inhalt

### Allgemein
Kostenezki geht in seinem Werk weit über den Rahmen einer bloßen Vita hinaus; es ist praktisch eine allgemeine historische Studie über die Zeit Stefan Lazarevićs:

„Dies habe ich nicht nur als Vita, sondern als ob ich ein Chronist wäre, mit allen anderen Sachen beschrieben“

Insbesondere werden die osmanischen Thronwirren nach dem Tod Bayezid I. sehr ausführlich behandelt, wie auch überhaupt die türkischen Ereignisse und Verhältnisse im Vordergrund stehen. Zudem war Konstantin als wichtige Persönlichkeit am serbischen Hofe ein Mann, der im Mittelpunkt des politischen Lebens stand und über erstklassiges Informationsmaterial verfügen musste.
Die Vita beginnt in Rückblenden auf die großen Persönlichkeiten des alten Bundes bzw. der Alten Welt sowie die Erzählung der hellenischen Weisen (Thukydides, Aristoteles, Platon) sowie des Hermes Trismegistos und deren angebliche Prophezeiungen, die in Bezug zur Jugend und Herkunft des serbischen Despoten gestellt werden.
Ausführlich berichtet er als Zeitzeuge über die Schlacht auf dem Amselfeld, die Schlacht von Rovine, Schlacht von Nikopolis die Schlacht von Angora, die Zweite Schlacht am Amselfeld sowie über die historischen Persönlichkeiten wie die Herrscherfamilie Stefans und die Osmanischen Sultane und Söhne Bayezids.
In der Schilderung des Lebens Stefans werden Lazar, Olivera Despina, Jefimija, Milica Hrebeljanović, Marko Kraljević, Georg Branković, Vuk Lazarević sowie unter den wechselnden Bündnissen während des Osmanischen Interregnums und Bürgerkriegs die sich bekriegenden Söhnen Bayezids – Mehmed I., Süleyman Çelebi, İsa Çelebi, Mustafa Çelebi und Musa Çelebi chronologisch behandelt.

### Schlacht auf dem Amselfeld
Konstantins 40 Jahre nach der Schlacht auf dem Amselfeld verfasste Vita zeigt das Ausmaß, das dieses historische Ereignis als Bild bei den Zeitgenossen hinterlassen hat. Ohne Zweifel wuchs seit den frühesten Tagen die Legende über den Ablauf der Schlacht, die Schlacht auf dem Amselfeld wurde als Geschehnis von äußerster moralischer und religiöser Bedeutung interpretiert. Konstantin behauptet, dass das Desaster durch Providentielle Intervention im Voraus abgemacht war – zuerst "erwehrten sich Lazars Männer und waren siegreich" jedoch war "dieses nicht die Zeit der Erlösung" und daher "hat der Sohn des [Türkischen] Zaren diese in der Schlacht wieder gefestigt und gewann, da Gott dies so wollte". Lazar starb "gekrönt mit den Lorbeeren eines Märtyrers" während seine Ritter eifrig baten "vor ihm getötet zu werden, um so nicht Zeuge seines Todes sein zu müssen". Der mutigste unter den Rittern – Miloš Obilić – "ein sehr nobler Mann" den "die Neider bei ihrem Meister verleumdeten und des Verrats anklagten" – bewies seine Loyalität und Mut, indem er den Türkischen Sultan Murad trotz der Verunglimpfungen seiner eigenen Landsleute tötete. Dieses Interpretation Konstantins findet sich dann später in weiteren Werken und wurde in der Turcica Memoiren eines Janitscharen Konstantins Mihajlovićs aus Ostrovica noch durch das Motiv der Uneinigkeit und des Verrats als Erklärung der Niederlage ergänzt.
Über den weiteren Ausbau der größten mittelalterlichen religiösen Konzepte wurden diese als Geschirr der Notwendigkeit zur Erklärung dessen, was als größte historische Katastrophe gesehen wurde, genommen, um danach im Zentrum der Legenden der serbischen Heldenepik zu stehen.

### Lobpreisung Belgrads

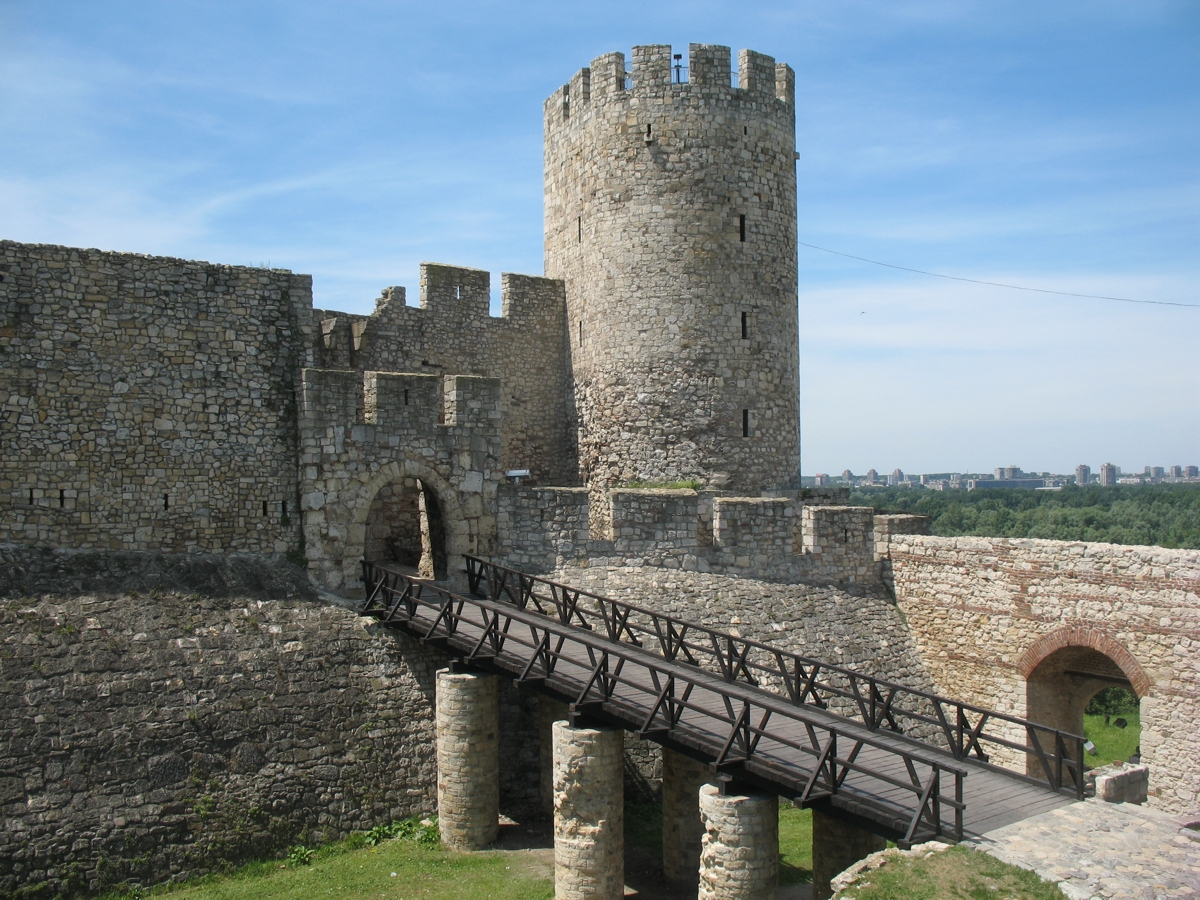
Das Tor des Despoten, das Osttor der Oberstadt der heutigen Festung von Belgrad war unter Stefan Lazarević Haupteingang zum Schloss, welches in der Lobpreisung Belgrads durch Kostenezki aufgeführt wird

Konstantins Lobpreisung Belgrads ist bis heute eine der bekanntesten und bei weitem die ausführlichste mittelalterliche Darstellung der Stadt, in der sich die Aufzählung von zahlreichen heute Großteils verlorenen Gebäuden findet, wie die einzelnen Funktionen der beiden Häfen, die verschiedenen Stadttore und neuerbauten Kirchen.
Die Große Beschreibung Belgrads durch Konstantin als Jerusalem gehört gleichzeitig zu den wichtigsten Stadt-Lobpreisungen der byzantinischen Kultur. In der Lobpreisung wurde Belgrad damit zeitlich die letzte orthodoxe Stadt der Balkanhalbinsel, die – im letzten Moment – seine Lobpreisung bekommen hat. Diese laus Belgrads beendet die Laudes Konstantinopels, Thessalonikis, Kievs und Preslavs und ist gleichzeitig die erste Lobpreisung einer serbischen Stadt in serbischer Sprache. Konstantin Kostenezki als Chronist seiner Zeit beschreibt und preist die großen Bauten Belgrads, wobei er sich dabei jedoch häufig in Vergleichen verliert, in denen er versucht Belgrad mit Jerusalem gleichzustellen. Belgrad wird wie die großen religiösen Archetypen heiliger Städte – Jerusalem(Judentum/Christentum/Islam), Rom (Christentum) und Konstantinopel (Christentum/Islam) – als auf sieben Hügeln erbaut beschrieben. Er zählt diese sieben Hügel Belgrads auf, ist dabei jedoch wenig eindeutig. Konstantin bedient sich weiterhin zahlreicher Übertreibungen, von denen die Darstellung der Donau als Pischon, einem der vier Paradiesflüsse, dabei einer älteren Anschauung angehört und auf Diskussionen von Michael Psellos zurückgeschrieben wird, die Konstantin bekannt war. Die serbische Residenz wird in einer Überleitung von den alten Paradiesflüssen in einer Blende auf die Neuerrichtung Belgrads an Save und Donau geographisch und topographisch sehr exakt beschrieben:

„Und noch eine der 36 bedeutenden Flüsse der Ökumene ist die Save; sie ist hier wie eine Mauer, die sich in zwei Arme teilt und sich am schönsten Platz wieder vereint, wo der Pischon (Donau) mit drei Armen in sie hineinfließt sind drei Inseln, an denen sich Belgrad zusammenfügt, worüber später noch genauer berichtet wird.“

Alle diese Übertreibungen in den Vergleichen von Stefan mit Salomon und Belgrads mit Jerusalem sind Produkte der Byzantinischen Literatur, die sich auch noch in den späten Lobpreisungen Konstantinopels in gleichlautenden Parallelen fanden. So stehen die wenig maßvollen Epitheten auch in Nikephoros Kallistos Xanthopulos Lobpreisung Konstantinopels in einer überschwänglichen Lobung Andronikos II. als Bauherren, obwohl dieser nur ältere Kirchen erneuerte.
Belgrad, das nach dem Beispiel des von Konstantin dem Großen neubesiedelten Konstantinopels durch den „Apostelgleichen“ einen geregelten Bevölkerungszuwachs erhielt, wird in Vergleichen wie das „salomonische Jerusalem“, das „obere Jerusalem“ (Sion/Oberstadt mit dem Schloss Stefans) bzw. „niedere Jerusalem“ (Donau Unterstadt) gepriesen:

„Und wer könnte in geschriegenen Worten die Lage, Aussehen und Schönheit Belgrads beschreiben?! Der Despot errichtete zahlreiche Mauern und Türme für die Menschen die in der Stadt und davor leben; daher kann über die Belgrader Anhöhe wie über Salomons Jerusalem gesagt werden: von diesen Gebäuden fällt der Schatten auf die Umgebung, wie sie von den hohen mächtigen Babylonischen Toren fiel.“

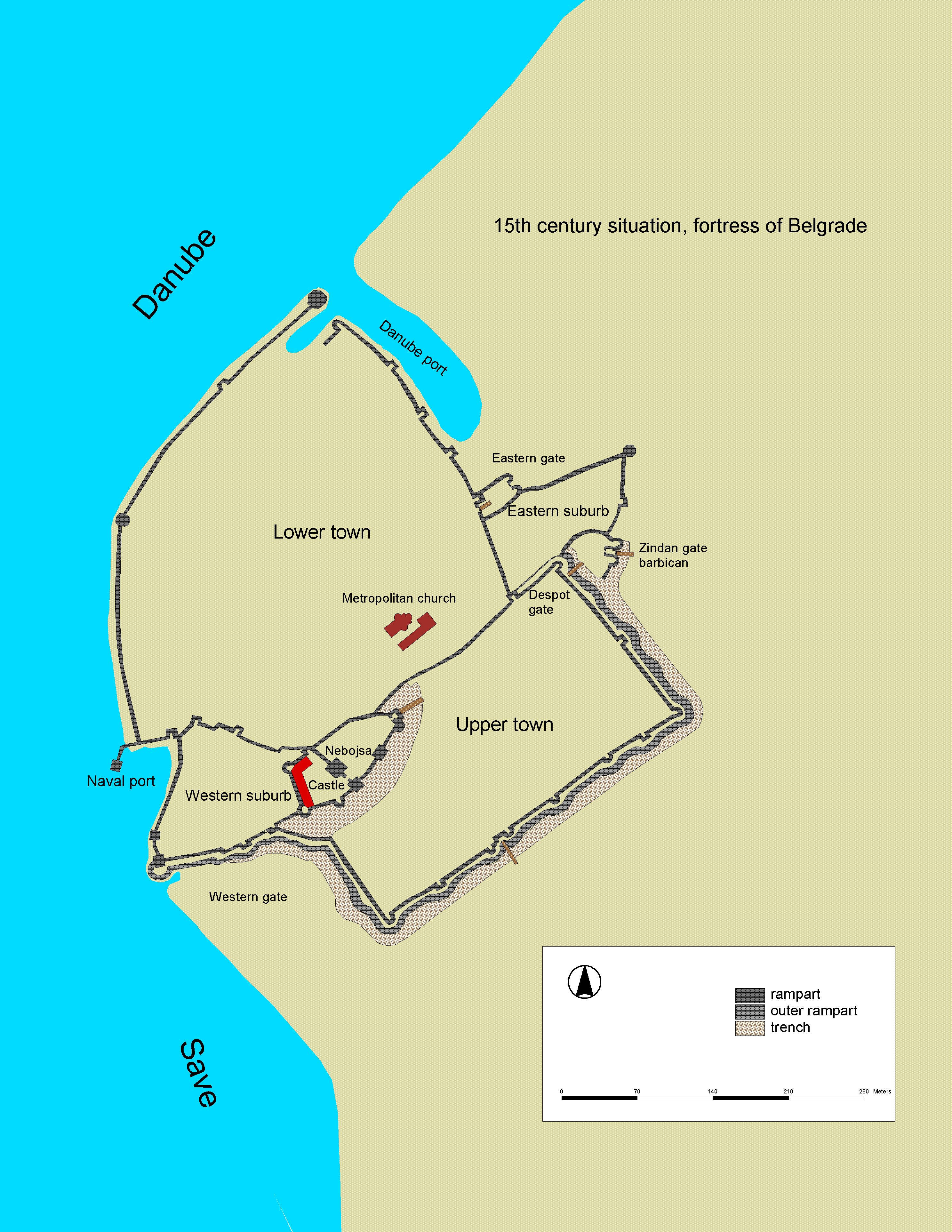
Situation der Festung um 1460. Nur minimale Änderungen im Stadtgrundriss und den Verteidigungsmauern ergaben sich nach der Belagerung Belgrads 1444 und 1456.

In der Zeit Kostenezkis entstanden das Schloss des Despoten in der Oberstadt mit dem Donjon "Nebojša" sowie die Erweiterung und Neubau der turmreichen Belgrader Stadtmauer, die durch Trennung von Ober- (Residenz) und Unterstadt (Zivilstadt) die mittelalterliche Großstadt in einem ausgereiften Verteidigungssystem umschloss. Der Hof des literarisch aktiven Stefan Lazarević erlebte währenddessen eine nachdrückliche kulturelle Blüte (Palaiologische Renaissance) und war wichtige Zufluchts- und Sammelstätte orthodoxer Gelehrter, die zur Etablierung einer bedeutenden spätmittelalterlichen Schreibschule (Belgrader Schreibschule) beitrug. Erwähnt sind auch die neugegründeten Kirchen zur Entschlafung der Gottesmutter (Uspenija prečiste Vladičice) (Metropolie/Sitz des Exarchen), eine weitere unter dem Patrozinium der drei Hierarchen (Grabkirche der Metropoliten), eine Hospizkirche zum hl. Nikolaos (für Kranke und Pilger) sowie ein in der Nähe der Großen Morava einsam gelegenes Kloster zur hl. Dreifaltigkeit, wo Stefan Lazarevic begraben sein wollte: das von Patriarch Kirilo I. (1407–1419) eingeweihte Kloster Resava (Manasija), Zentrum der serbischen Schriftkultur (mit großer vorwiegend liturgisch ausgerichteter Bibliothek); ferner das von Stefans Mutter, Fürstin Milica (als Nonne: Jevgenija), begonnene Frauenkloster zur Entschlafung der Gottesmutter Ljubostinja (1407), in dem diese auch beigesetzt wurde.
Konstantin Kostenezki ist damit wichtigster Zeuge der Stadterneuerung und letzte Referenz vor der Rückgabe der Residenzstadt an Ungarn:

„Und wirklich, diese wahrhaft zarenhafteste (Stadt) war auch die schönste … und der Despot ließ auch die kaiserliche Residenz auffallend ausschmücken und um den zweifachen Wall tiefe Gräben ziehen. … Die Oberstadt hat vier Tore, im Osten, Westen, Norden und Süden; das Fünfte führt in die Unterstadt. Das große Tor im Osten und Süden hat großen Säulen und Brücken, die mit Ketten gezogen werden. Gegen Westen ist ein kleines Tor, das ebenso eine Brücke hat; gegen Norden ist ein kleines Tor, das in die kleine Stadt, wie zu den Flüssen führt. Das Tor zum Schloss besitzt auch eine Brücke mit Ketten über einem Graben. … Im Osten der Stadt war eine große Kirche zu der man wie ins Kidrontal nach Getsemani hinabsteigt. Und diese Kirche ist die Mitropolija der entschlafenen Muttergottes; sie hatte ein reiches Kloster und besaß zahlreiche Gärten; sie war auch der Sitz des Belgrader Mitropoliten, dem Exarchen der ganzen serbischen Länder. Sie war während der Zeit des Despoten reicher als andere Kirchen. Der Despot gründete auch eine neue Kirche, Perivonija, die drei großen Heiligen gewidmet war, und die Grabkirche der Archipresbyter dieser Kirche ist.“

Die Gattung der Lobpreisungen von Städten im Byzantinischen Kulturkreis wurde zum Ende des 15. Jahrhunderts beendet, an ihrer Stelle traten die Lamente (threnoi) Konstantinopels, da die Eulogen/Lobpreisungen nach dem Fall Konstantinopels grundlos wurden. Ein wohl letztes Lament für das untergegangene Byzanz und das Lament des voraussehbaren Untergangs des serbischen Despotats, findet sich auch in der Grabrede Đurađ Brankovićs 1456 in Smederevo, wo die vertriebenen Bischöfe, Kirchenleute und einfachen Leute Konstantinopels dazu aufgefordert wurden, mit den Serben gemeinsam am Ende der Epoche der ersehnten Paradiesstädte in die Klage über den Tod des Despoten und Fall der Stadt Konstantinopel in den tragischen Verlust der nicht erfüllten Mission mit einzustimmen.
Milorad Ekmečić sieht in Konstantin auch einen Zeugen der Zeitgrenze der mittelalterlichen Geschichte Serbiens. In der Beschreibung der Antwort des serbischen Volkes durch Kostenezki auf den Versuch Ungarns Belgrad nach 1427 in eine katholische Stadt zu transformieren, sieht Ekmečić eines der ersten Anzeichen im langdauernden Prozess der allmählichen Bildung eines serbischen Nationsbewusstseins, welches sich in der Eröffnung einer neuen Epoche über die nächsten Jahrhunderte im Typus der gesellschaftlichen Verhältnisse, der religiösen Intoleranz und Gewalt, von der vorhergehenden mittelalterlichen Epoche, in der das Bewusstsein gemeinsamer Sprache und Wurzeln die Basis war, fundamental unterschied. Die Religionszugehörigkeit übernahm das Primat über die Sprachwurzeln und bildete fortan die Wasserscheide nationaler Identität der Südslawen.

„Auf ein mal wurde alles durch Hass wüst, alles wurde umgeformt, alles wurde wie als ob es nicht existiert, alles wurde mit Bitterkeit gefüllt.“

In Kostenezkis Werk wird diese Transformation der Katholiken durch ein Beispiel das nach Ostern geschah angeführt: als die ungarischen Priester von der anderen Seite, wie Betrüger, als sie in den Kirchen Messen abhielten und mit ihren Taten zum Volke kamen und ihre Ikonen durch die Stadt führten, da ging ein orthodoxer Mönch durch die Straßen, zottig und wie von Sinnen und viele der Einwohner flohen aus Angst vor den ungarischen Katholiken ins innere Serbiens.

### Charta von Belgrad
In der Vita erhielt sich auch die Darstellung der Charta Belgrads, auf die bis heute das Stadtfest Belgrads zurückgeht. In der Charta von Belgrad (Povelja grada Beograda) bestimmte Stefan Lazarević nach der glücklichen Rückkehr vom Schlachtfeld bei Ankara, nachdem er von König Sigismund 1403 Belgrad als Residenzstadt seines Despotats erhielt, den Himmelfahrtstag als Tag des Schutzpatronenfestes.

„Vom Amselfeld (Kosovo) den Ismailern (Osmanen) Gefangener, bis der Zar der Perser und Tartaren ankommend diese niederschmetterte und mich mit göttlicher Milde aus ihrem Griff frei ließ. Von dort, also, kommend, fand ich bei meiner Rückkehr den berückendsten Platz, wo jeher die große Stadt Beligrad stand und ich sie jetzt zerstört und verlassen fand. Ich entschied sie neu aufzubauen und der Mutter Gottes zu weihen und ihren Bewohnern Freiheit zu schenken.“